# Лудин, Ганнс
Ганнс Элард Лудин (нем. Hanns Elard Ludin; 10 июня 1905, Фрайбург-им-Брайсгау, Германская империя — 9 декабря 1947, Братислава, Чехословакия) — обергруппенфюрер СА, представитель нацистской Германии в Словакии, участвовавший в преследовании евреев.  После войны был осуждён за военные преступления и казнён.

## Биография
Ганнс Лудин родился 10 июня 1905 года в семье фрайбургского учителя гимназии Фридриха Лудина и его жены Иоганны. Воспитывался родителями в духе верности кайзеру, христианству
и немецкой нации. В 1924 году после сдачи экзаменов на аттестат зрелости в гимназии Бертхольда во Фрайбурге поступил в рейхсвер. 1 декабря 1927 года произведён в лейтенанты. 10 марта 1930 года вместе с лейтенантом Рихардом Шерингером и Гансом-Фридрихом Вендтом, с которыми он служил в 5-м артиллерийском полку в Ульме, был арестован за «попытку создания национал-социалистической ячейки в рейхсвере». На ульмском процессе рейхсвера все трое были приговорены к 18 месяцам заключения в крепости. Лудин был отправлен в крепостную тюрьму в Раштатте. В июне 1931 года был помилован. 1 октября 1930 года вступил в НСДАП (билет № 556230) и через год стал членом Штурмовых отрядов (СА).
В июле 1931 года возглавил роту СА в гау Баден, принадлежавшей к группе СА «Юго-запад». Будучи одним из руководителей СА до прихода нацистов к власти он был заведующим редактором, политическим руководителем и оратором. В июле 1932 года у него был депутатский мандат в рейхстаге. 21 марта 1933 года стал руководителем группы СА «юго-запад» в Штутгарте, после того как около двух недель назад получил должность исполняющего обязанности начальника полицейского управления в Карлсруэ. Во время «путча Рёма» в 1934 году, когда Адольф Гитлер распорядился ликвидировать всё руководство СА, Лудин был арестован. Он был помилован лично Гитлером. В 1937 году ему было присвоено звание обергруппенфюрера СА. С 1939 по 1940 года служил в вермахте и участвовал во Французской кампании. С января 1941 по апрель 1945 года был представителем Германии в ранге посланника 1-го класса и «уполномоченного министра» в формально независимой Словакии. Лудин вместе со своей семьей жил на ариизированной виле в Прессбурге, ранее принадлежащей еврейскому фабриканту Штайну.
Лудин, как представитель нацистской Германии, участвовал в депортациях словацких евреев во время Холокоста. Он был одним из ответственных за смерть около 60 000 словаков. 26 июня 1942 года он сообщил в Берлин, что «эвакуация евреев из Словакии» в данный момент «зашла в тупик», но он продолжил рекомендовать «стопроцентное решение еврейского вопроса». 1 мая он заверил словацкое правительство в вербальной ноте, что немецкий Рейх не будет отправлять обратно в Словакию евреев, депортированных к тому времени в часть Восточной Европы, оккупированной немцами. По словам историка Даниэля Зименса, всем было ясно, что это означает.
От наступающей Красной армии Лудин бежал в апреле 1945 года вместе со словацким правительством на Запад. Перед окончанием войны он был арестован американскими войсками в  Кресмюнстерском аббатстве в Австрии и помещён в лагерь для интернированных в Наттерндорф. Там познакомился с бывшим членом фрайкора Эрнстом фон Заломоном, который позже описал свои встречи с Лудином в своей книге «Анкета». Лудин, по словам, фон Заломона, отверг возможность побега, когда она ему предоставилась. Лудин сказал фон Заломону, что это была «очень трудная задача, но он всегда чувствовал симпатию к славянским народам», и что он «был бы горд, что ему удалось, как он считал, избавить словаков, в частности, от всего того, что неизбежно привело к недовольству после оккупации и войны». Лудин хотел, как цитирует его фон Заломон, «сделать все, чтобы доказать, что наша политика в Словакии не была преступной политикой, [...] потому что я до самого конца верил, что то, что я делаю, действительно должно быть сделано, не ради величия фюрера, а ради немецкого народа». Как пишет литературовед Вертье Вилльмс, Лудин «стилизован под святого в рассказе Заломона [...], чья казнь представляется крайне несправедливой». Высказывания Лудина, чтобы «избежать худшего», были представлены «лживым».
5 октября 1946 года был экстрадирован США в Чехословакию и народным судом в Братиславе был приговорён к смертной казни. Лудин подал прощение о помиловании на имя президента Чехословакии Эдварда Бенеша. Пятым из 27 пунктов обвинения было участие в депортации евреев. 9 декабря 1947 года Лудин был повешен. Его последние слова относились к семье и Германии: «Да здравствует Германия!».

## Семья
Ганнс Лудин был женат на Эрле фон Йордан (1905—1997). В браке родилось 4 дочери и 2 сына: Эрика (1933—1998), Барбара (род. 1935), Эллен (род. 1938), Тильман (1939—1999), Мальте (род. 1942) и Андреа (род. 1943). В 1945 году Эрла Лудин и ее шестеро детей приехали из Братиславы в поместье Шлёсслехоф в Острахе, которое принадлежало семейству, и где семья жила до 1952 года, а затем переехало в Тюбинген. Сын Мальте Лудин — режиссёр в Берлине. В 2005 году он выпустил документальный фильм о своей семье «2-3 вещи, которые я о нём не знаю», фильм включает в себя интервью его матери и тремя сёстрами и о деяниях Лудина во время нацизма. Его сестра Эрика вышла замуж за юриста Генриха Зенффта. Она скончалась в 1998 году. Ее дочь писательница и журналистка Александра Зенффт также критически изучала историю семьи и опубликовала книгу. Будучи внучкой Лудина, она на примере своей матери пишет о детях преступников и описывает различные внутрисемейные адаптируемые истории.

## Фильмы
- Karl Gass: Der Leutnant von Ulm, DEFA-Studio für Dokumentarfilme 1978
- Christian Geissler: Die Frau eines Führers, NDR 1979
- Malte Ludin: 2 oder 3 Dinge, die ich von ihm weiß, Dokumentation, 85 Min., Produktion: SvarcFilm 2004 (siehe auch Lit.)

## Комментарии
1. ↑  Немецкое название Братиславы.